# Gonçalo Garcia
Gonçalo Garcia, O.F.M., (1556 – 5 de febrer de 1597) va ser un frare franciscà originari de l'Índia portuguesa, que va morir com a màrtir al Japó, sent venerat com a sant, sent un dels vint-i-sis màrtirs del Japó. És el primer indi canonitzat Actualment, el festival de Sant Gonçalo se celebra el primer diumenge posterior a la marea baixa després de Nadal a Vasai.

## Rerefons històric
Bassein (Vasai) es troba a unes 30 milles al nord de Bombai. Els portuguesos van començar la seva presència a la costa occidental de l'Índia amb l'arribada el 1498 de Vasco da Gama al port de Calicut (Kozhikode). Joan III de Portugal va nomenar Nuno da Cunha com a governador de Goa. Sota el seu lideratge, els portuguesos van iniciar els intents de conquerir Diu del soldà de Guzerat. Prendre Bassein va ser part d'aquest esforç.
Després d'una sèrie de conflictes, Da Cunha va prendre el control de la ciutat amb el Tractat de Bassein el desembre de 1534. La construcció del fort de Sant Sebastià va començar el 1536. La zona era apreciada per la seva fusta per a la construcció de vaixells. La seva fertilitat i posició, juntament amb el seu clima saludable, la van convertir en un centre comercial d'una certa importància, i la llar de molts nobles portuguesos i va adquirir les característiques d'una ciutat europea.
La prosperitat de Bassein va augmentar de tal manera que es considerava una de les ciutats més riques entre les colònies portugueses del món en aquella època. Es va convertir en la capital de la província portuguesa del nord de l'Índia; Goa és la capital de la província portuguesa del sud. Els portuguesos van governar la zona durant més de 200 anys.

## Biografia

### Primers anys
Garcia va néixer l'any 1557. Els documents dels Arxius de Lisboa (ANTT) el descriuen com a natural de Agaçaim (un resident del poble d'Agashi) a Bassein. El seu pare era un soldat portuguès i la seva mare un canarim com els portuguesos anomenaven els habitants del Konkan. Estudiosos moderns com Gense i Conti accepten el fet que la mare de Gonsalo era de Bassein. Com a fill d'un pare europeu i d'una mare índia, era un mestiç en el sentit portuguès del terme.
El fort estava reservat per al poble europeu i els seus servents. D'acord amb la política adoptada pel govern colonial portuguès, qualsevol portuguès que es casava amb una dona local tenia certs privilegis. Així que al pare de Garcia se li va permetre deixar la feina i es va quedar al fort com a empleat civil, i per això la seva família va arribar a residir dins del fort.
Garcia va estudiar a l'escola dels jesuïtes a Fort Bassein i va ajudar a la seva Igreja do Santo Nome de Jesus (Església del Sant Nom de Jesús), ara coneguda com a Església de Sant Gonsalo Garcia. Aquí Garcia va entrar en contacte amb el sacerdot jesuïta, Sebastião Gonsalves, que es va fer amic i guia al llarg de la seva vida. Durant la seva estada amb els jesuïtes, va aprendre gramàtica, filosofia i història romana.

### Missioner laic

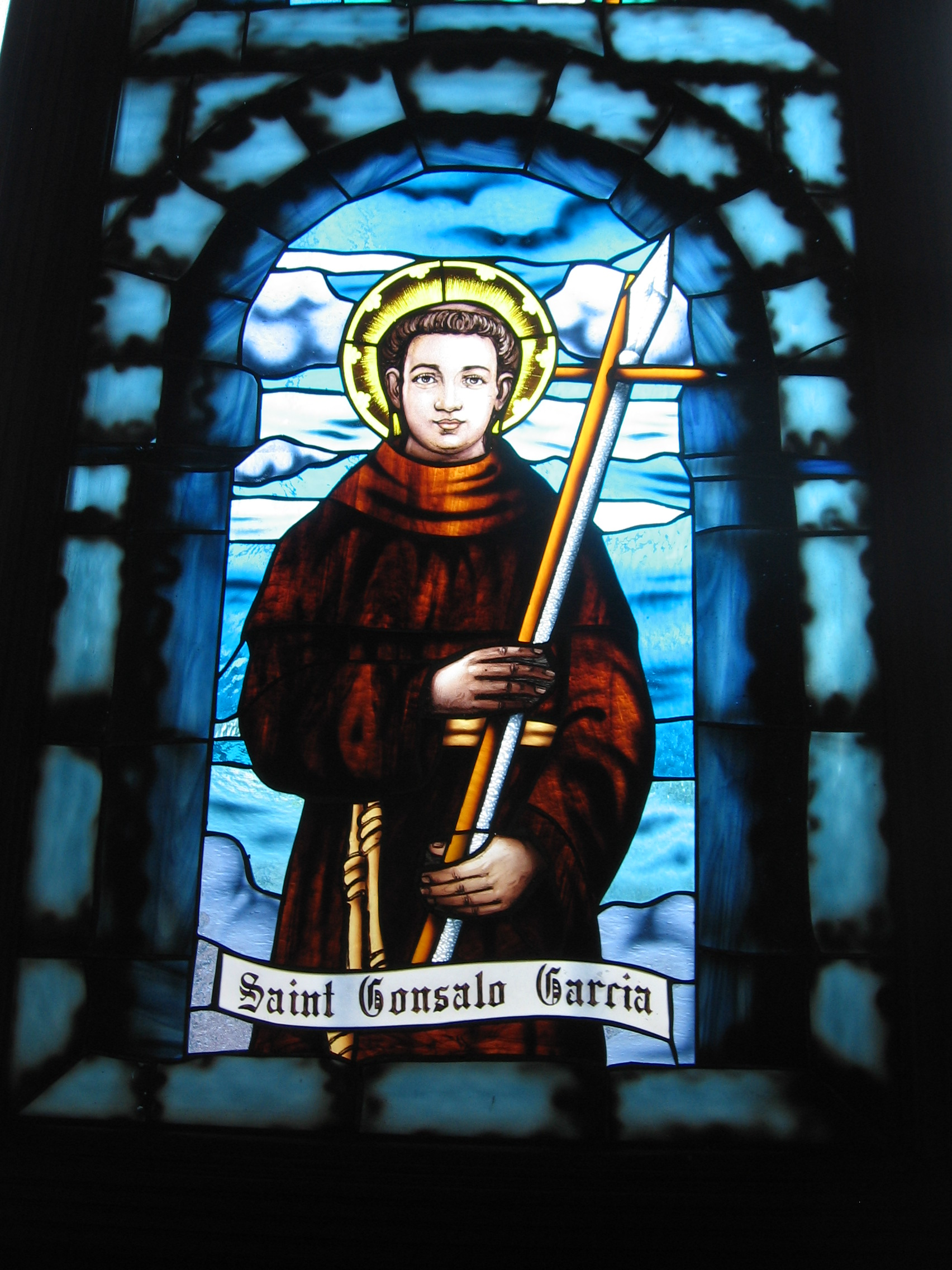
Vitrall de la catedral de Pune

El 1580 Garcia va deixar Bassein amb uns missioners jesuïtes dirigits a unir-se a la seva missió al Japó. Ràpidament va adquirir un coneixement de la llengua. Com a missioner, va anar per llocs públics atraient els nens a si mateix pel seu tarannà amable, per la seva fluïdesa en la llengua del país i per la seva bondat. Va servir fidelment com a catequista durant vuit anys.

### Missioner convertit en comerciant
En deixar els jesuïtes, Garcia va anar a la ciutat d'Alacao. Allà es va establir com a comerciant. A poc a poc, les seves transaccions comercials es van anar ampliant i va poder fundar nous establiments. Les seves relacions comercials el van posar en contacte amb tots els rangs de la societat japonesa. El negoci va florir i va guanyar grans riqueses. Durant les seves freqüents visites a Manila va conèixer els frares franciscans, i sent cada cop més atret cap a ells, es va unir a ells com a germà laic.

### Un predicador franciscà
Garcia estava molt encantat quan va ser acceptat a l'orde franciscà. A Manila, va entrar en contacte amb el missioner franciscà, fra Pedro Bautista, que va romandre el seu company fins a la seva mort compartida. Garcia va començar la seva carrera com a catequista a Manila. El principal avantatge per a ell era la seva capacitat de parlar l'idioma japonès. Des de diferents llocs del Japó, la gent va començar a enviar-li invitacions per tornar. Va ser en aquest moment quan el rei d'Espanya va voler enviar una delegació al Japó. El governador espanyol de Manila va seleccionar Peter Baptist com a líder de la delegació i, com que no coneixia l'idioma japonès, Garcia va ser seleccionat com el seu traductor i també el seu company. Garcia estava tan content amb aquesta oferta que de seguida va acceptar la responsabilitat. Els missioners van sortir de Manila el 26 de maig de 1592.
Al Japó, Garcia es va convertir en el centre d'atracció, ja que coneixia bé la llengua japonesa. Després d'enfrontar-se a algunes dificultats inicials, els franciscans es van establir al Japó i van començar el seu treball missioner a Kyoto, Osaka, etc. El regent japonès Toyotomi Hideyoshi era molt amable amb aquests franciscans. Va ser una època en què els jesuïtes s'enfrontaven a molta oposició al Japó. El poble del Japó va apreciar la manera senzilla de viure adoptada per aquests missioners franciscans. Els va ajudar a accelerar el seu programa de conversió. Molts japonesos, inclosos els seus senyors, van començar a acceptar el cristianisme. A poc a poc el Japó es va convertir en el gran centre d'evangelització dels missioners franciscans.

### Núvols d'adversitat
L'octubre de 1596, el vaixell espanyol San Felipe, amb destinació de Manila a Acapulco, va ser conduït pels tifons cap a la costa del Japó. Estava carregat d'or i plata quan va caure en un banc de sorra a la badia d'Urado. El pilot del vaixell, Francisco de Olandia, mentre conversava amb els funcionaris de duanes japonesos, va parlar de La Espanha de los Conquistadores i va presumir que el rei d'Espanya havia capturat molts països del món. Els va dir que el rei d'Espanya va enviar primer els missioners per instigar el poble contra el seu governant.
Quan l'assumpte es va informar a Toyotomi Hideyoshi, es va enfuriar. La situació va ser explotada per Yakuin Zenso, el seu metge i assessor proper. El shogun va emetre una ordre per arrestar i executar tots els missioners cristians al Japó. Els franciscans, entre ells Bautista, Garcia i altres, van ser arrestats el 8 de desembre de 1596 i van ser condemnats a mort. També hi havia tres jesuïtes, inclòs el seminarista nadiu Pau Miki.

### Camí al martiri
El 4 de gener els presos que havien estat condemnats a mort van començar el seu viatge des de Kyoto. Van viatjar sis-centes milles de Kyoto a Nagasaki a través de Sakai, Okayama, Hiroshima, Shimonoseki i Karatsu. Van arribar a Nagasaki el 4 de febrer de 1597. L'endemà al matí els van portar a un turó conegut com Nishigaoka. Com que Garcia era destacat entre els missioners, se li va donar el lloc intermedi. L'execució va començar a les 10 del matí. Ell, Pere Baptista i els altres frares foren crucificats, juntament amb quinze adolescents membres del Tercer Orde de Sant Francesc, així com els tres jesuïtes.
Els condemnats estaven tan cansats que no podien aguantar-ho molt de temps i en mitja hora tot s'havia acabat. Els dos soldats que treballaven com a botxins van completar la seva tasca clavant les seves llances al pit dels missioners. Els cristians portuguesos i japonesos que van assistir a l'execució van passar per davant dels guàrdies i van començar a sucar trossos de tela amb la sang dels executats, recollint grumolls de brutícia amarada de sang i esquinçant els seus hàbits religiosos i el quimono per a les relíquies sagrades. Els guàrdies van fer fora els caçadors de relíquies i es va restablir l'ordre. Es van col·locar guàrdies al voltant del turó per mantenir a distància els espectadors.

## Veneració
El 1627 els vint-i-sis van ser declarats venerables pel papa Urbà VIII i va permetre que els jesuïtes i els franciscans els veneressin. El 1629 es va permetre la seva veneració a tota l'Església Universal.
L'assumpte va ser descuidat durant més de dos segles. Va ser reprès el 1862 i el 8 de juny de 1862 el papa Pius IX va canonitzar Gonsalo Garcia i els seus comàrtirs. El germà Gonsalo Garcia es va convertir en sant Gonsalo Garcia, el primer sant catòlic de l'Índia i del subcontinent indi, i el 8 de juny de 2012 es va celebrar el 150è aniversari de la seva canonització.

### Llegat
La memòria de Garcia es manté viva amb una universitat que porta el seu nom a Vasai. És el patró de la diòcesi catòlica romana de Vasai i la seva festivitat és conjunta per al grup de màrtirs, el 6 de febrer (ja que el dia real del seu naixement, el 5 de febrer, és la festa de St. Àgata). Thomas Dabre, bisbe de Vasai, diu que la rellevància de Garcia encara avui rau en l'universalisme de la seva caritat i amor. Una petita estàtua de Gonçalo Garcia va ser portada de Portugal a Recife al Brasil ja l'any 1745 per un brasiler local a causa de la seva complexió marró (una prova més de la seva ascendència índia), on la seva veneració aviat es va enlairar.